# Iselma boschimana
Iselma boschimana es una especie de coleóptero de la familia Meloidae.

## Distribución geográfica
Habita en Sudáfrica.